# Universidad Católica del Táchira

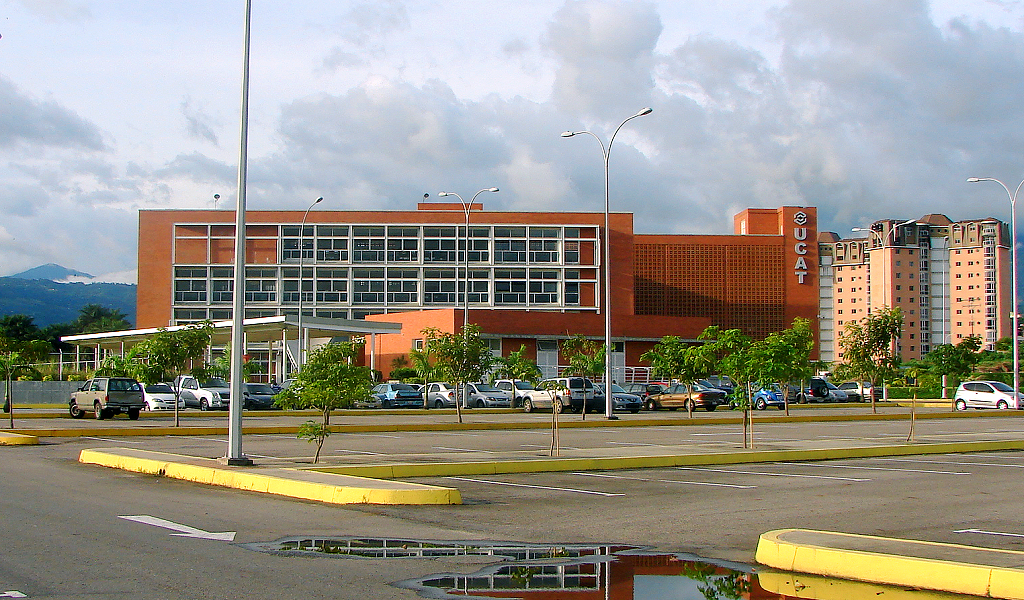
Der Campus im Stadtteil Sabana Larga, einer der beiden Standorte der UCAT in San Cristóbal

Die Universidad Católica del Táchira (UCAT; deutsch Katholische Universität von Táchira) ist eine katholische Universität in San Cristóbal, der Hauptstadt des Bundesstaats Táchira, Venezuela.

## Geschichte
Die Hochschule wurde am 10. Juli 1962 durch das Bistum San Cristóbal de Venezuela mit Unterstützung der Universidad Católica Andrés Bello und des Jesuitenordens gegründet. Sie ging aus der 1953 in San Cristóbal gegründeten Außenstelle (Extensión Táchira) der Universidad Católica Andrés Bello hervor (Universidad Católica Andrés Bello Extensión Táchira – UCABET).

## Fakultäten
- Rechtswissenschaften und Politikwissenschaft
- Geisteswissenschaften und Pädagogik
- Wirtschafts- und Sozialwissenschaften

## Kooperation
Die Universität gehört der Asociación de Universidades confiadas a la Compañía de Jesús en América Latina (AUSJAL) an, dem Dachverband der von den Jesuiten getragenen Universitäten in Lateinamerika.